# 19465 Амандаруссо
19465 Амандаруссо (1998 HA32, 1989 GT2, 1999 NH16, 19465 Amandarusso) — астероїд головного поясу, відкритий 20 квітня 1998 року.
Тіссеранів параметр щодо Юпітера — 3,338.